# Бремнер (река)
Бремнер (англ. Bremner River) — приток реки Коппер в зоне переписи населения Чугач на Аляске. Река была названа в честь Джона Бремнера — золотоискателя, проводившего поиски золота вдоль реки.
Река протекает к юго-западу от Чугачских гор, в 72 км к северу от Каталлы впадает в реку Коппер. Северный приток реки Бремнер, протяжённостью 13 км, берёт начало у одноимённого ледника. Река протекает на территории национального парка Рангел—Сент—Элайас.

## Гребля
Река и её северный приток[какой?] популярны среди гребцов. American Whitewater присвоил реке Бремнер II и IV категории сложности по международной шкале речной трудности, ввиду того, что река протекает в горной и лесистой местности. Среди других опасностей можно отметить холодное и быстрое течение, изоляцию, бурых медведей и сильный ветер у устья.